# Coppa dei Campioni 1968-1969 (hockey su pista)
La Coppa dei Campioni 1968-1969 è stata la 4ª edizione della massima competizione europea di hockey su pista riservata alle squadre di club. 
Il torneo ha avuto inizio l'8 dicembre 1968 e si è concluso il 23 aprile 1969.
Il titolo è stato conquistato dal Reus Deportiu per la terza volta nella sua storia.

## Squadre partecipanti
| Nazione        | Club          | Città                | Qualificazione                                             |
| -------------- | ------------- | -------------------- | ---------------------------------------------------------- |
| Francia        | Coutras       | Coutras              | 1º nel campionato francese 1968, campione di Francia       |
| Germania Ovest | Remscheid     | Remscheid            | 1º nel campionato tedesco 1968, campione di Germania Ovest |
| Italia         | Monza         | Monza                | 1º in Serie A 1968, campione d'Italia                      |
| Portogallo     | Benfica       | Lisbona              | 1º in 1ª Divisão 1968, campione del Portogallo             |
| Spagna         | Reus Deportiu | Reus                 | Detentore della Coppa dei Campioni 1967-1968               |
| Spagna         | Vilanova      | Vilanova i la Geltrú | Detentore della Coppa del Generalissimo 1968               |
| Svizzera       | RS Zurigo     | Zurigo               | 1º in LNA 1968, campione di Svizzera                       |

## Risultati

### Quarti di finale
| Squadra 1 | Totale | Squadra 2 | Andata | Ritorno |
| --------- | ------ | --------- | ------ | ------- |
| Coutras   | 7 - 16 | Benfica   | 5 - 9  | 2 - 7   |
| Remscheid | 5 - 0  | RS Zurigo | 5 - 0  | nd      |
| Vilanova  | 10 - 5 | Monza     | 6 - 0  | 4 - 5   |

### Semifinali
| Squadra 1     | Totale | Squadra 2 | Andata | Ritorno |
| ------------- | ------ | --------- | ------ | ------- |
| Reus Deportiu | 17 - 5 | Remscheid | 8 - 2  | 9 - 3   |
| Benfica       | 3 - 2  | Vilanova  | 1 - 0  | 2 - 2   |

### Finale
| Squadra 1     | Totale | Squadra 2 | Andata | Ritorno |
| ------------- | ------ | --------- | ------ | ------- |
| Reus Deportiu | 7 - 4  | Benfica   | 7 - 1  | 0 - 3   |